# متیو بولاک (بازیکن فوتبال)
متیو بولاک (انگلیسی: Matthew Bullock؛ زادهٔ ۱ نوامبر ۱۹۸۰) بازیکن فوتبال اهل بریتانیا است.
از باشگاه‌هایی که در آن بازی کرده‌است می‌توان به باشگاه فوتبال استوک سیتی، باشگاه فوتبال مکلسفیلد تاون و باشگاه فوتبال لیک تاون اشاره کرد.